# Мохначка (річка)
Мохначка (пол. Mochnaczka (potok)) — гірська річка в Польщі, у Новосондецькому повіті Малопольського воєводства. Права притока Мушинки, (басейн Балтійського моря).

## Опис
Довжина річки 12,24 км, площа басейну водозбору 36,15 км². Формується притоками та безіменними струмками.

## Розташування
Бере початок на південно-східній стороні від села Крижівки на висоті 750—760 м над рівнем моря. Тече переважно на південний схід через Мохначку Вишню, Мохначку Нижню і у селі Тилич на висоті 570 м над рівнем моря впадає у річку Мушинку, праву притоку Попрада.

## Притоки
- Фатулувка, Мроковський Потік (ліві).

## Цікаві факти
- Річка протікає між Бескидами Сондецькими та Низькими Бескидами.
- Понад річкою пролягає автошлях  75